# Oded Netivi

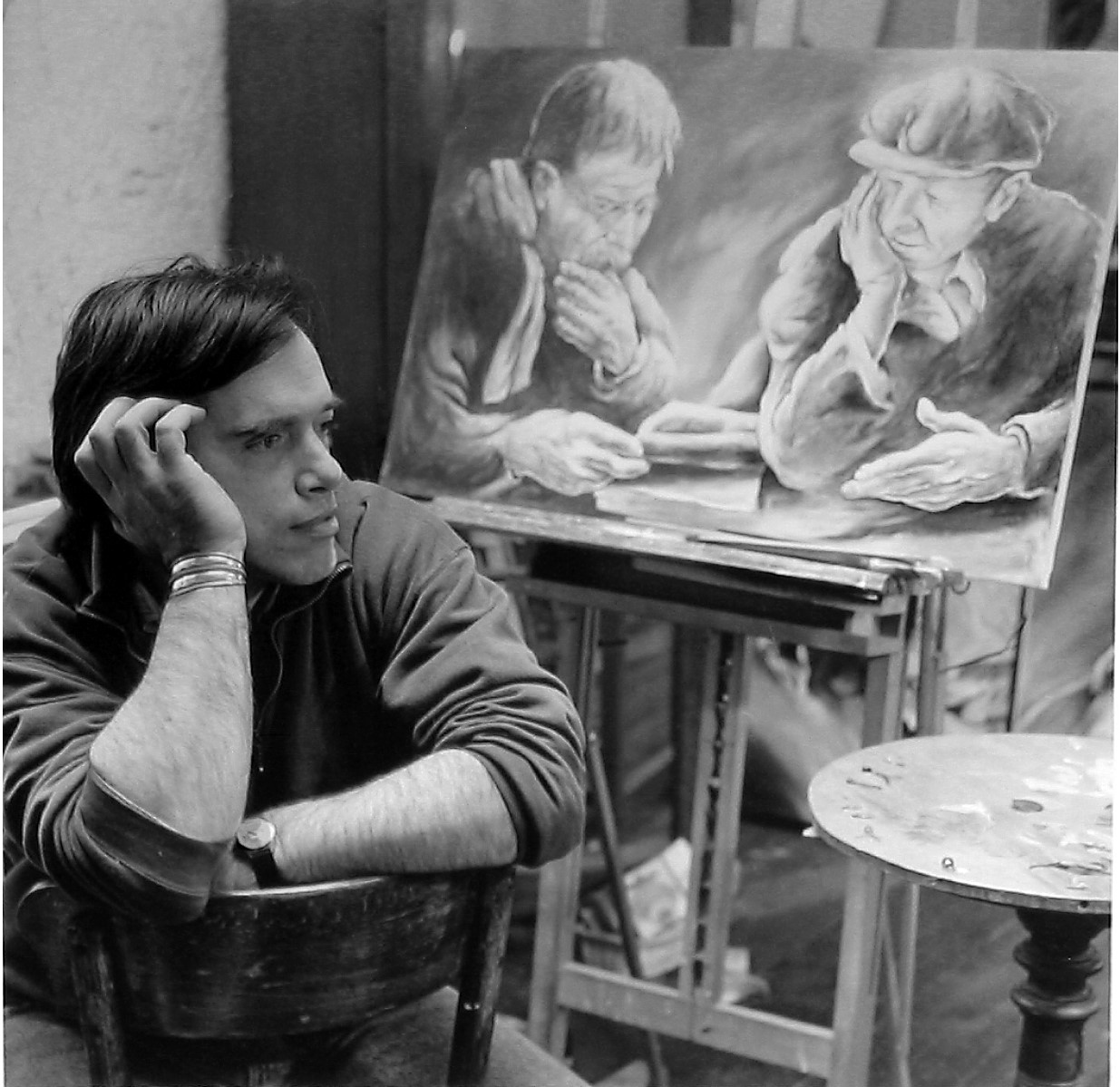
Oded Netivi in seinem Atelier

Oded Netivi (* 27. September 1950 in Haifa, Israel) ist ein deutsch-israelischer Maler und Schriftsteller. Er lebt und arbeitet in Heidelberg, Deutschland und im südfranzösischen Languedoc. Er ist verheiratet und hat zwei Kinder.

## Leben

### Elternhaus und Kindheit
Netivi gehört zur „zweiten Generation“ nach der Shoa. Er wurde 1950 in Haifa als Sohn eines deutsch-jüdischen Ehepaares (Mutter Hannah und Vater Eliezer, beide Holocaust-Überlebende), geboren. Sein Vater hebraisierte den ursprünglichen Familiennamen „Weglein“ (kleiner Weg) gleich nach der Geburt des ersten und einzigen Kindes zu „Netivi“ (mein Weg). Er erlebte sowohl den Pioniergeist der neuen israelischen Gesellschaft unmittelbar, als auch die bewaffneten Auseinandersetzungen mit den arabischen Nachbarn.
1967 erlitt er durch eine Sprengstoffexplosion verschiedene Verletzungen, u. a. den Verlust eines Auges.

### Schulzeit und Ausbildung
Nach Erlangen der Hochschulreife an einem humanistischen Gymnasium 1968 verbrachte er einige Zeit als angehender Landwirt (Baumwoll- und Fischzucht) in einem Kibbuz im Norden des Landes. 1969 verließ er Israel, ursprünglich nur mit der Absicht, Filmregie zu erlernen (sozusagen als „Fortführung“ der Ausbildung seines Vaters zum Theaterregisseur, die dieser wegen nationalsozialistischer Verfolgung vorzeitig abbrechen musste) und trat ein Volontariat beim Südwestfunk-Fernsehen in Baden-Baden an.
Für 1971 war die Rückkehr nach Israel geplant, doch die Einflüsse der 68er-Bewegung zogen Oded Netivi nach Heidelberg. Dort immatrikulierte er sich u. a. zum Studium der Psychologie und Soziologie. Nach Abschluss seines Studiums 1975 arbeitete er als Sozialarbeiter in der Nähe von Frankfurt am Main, im Brennpunkt-Milieu der damaligen Drogenszene.

### Anfänge in der Kunst
Ab 1976 zog es ihn jedoch zunehmend zur bildenden Kunst. Ihm wurde immer mehr bewusst, dass die Malerei für ihn ein ausdrucksstarkes Medium war, um das umsetzen und vielleicht auch für sich selbst begreifbar machen zu können, was ihn bewegte.
Zeitgleich mit seinem Entschluss die Arbeit im sozialen Bereich aufzugeben und sich ganz dem künstlerischen Schaffen zuzuwenden brach Netivi 1976 mit allen bürgerlichen Konventionen. Er bezog einen denkmalgeschützten Altbau in der Heidelberger Altstadt, um in den drei Etagen des Gebäudes sein Atelier einzurichten. Die Gebäudeeigentümer, die Familien Goos-Schaaf entwickelten sich zu Förderern und Mäzenen des aufstrebenden Künstlers.
Der mehrfach ausgezeichnete Kurzdokumentarfilm „Eines Künstlers Weglein“ (2023) von Lisa Legina zeigt wie ein  Ateliergespräch in Heidelberg mit Oded Netivi zu einer inspirierenden Reflexion über Kunst, das eigene Leben, Generationenbeziehungen und den jüdischen Hintergrund führt.

## Künstlerisches Schaffen
Netivis Gemälde sollen Spiegelbilder seiner persönlichen Erlebnisse und Gefühle im Spannungsfeld der Kulturen und Religionen sein. Im Mittelpunkt stehen Figuren, Menschen mit ihren Geschichten, ihrem Leid, ihrer Zerbrechlichkeit und ihrem Streben nach persönlicher Erfüllung.
Seiner Auseinandersetzung mit den Techniken der alten Meister (Ölgemälde, Aquarelle, Zeichnungen etc.) folgten Arbeiten in Radiertechnik und Lithographie. Später entstanden Illustrationen, Bühnenbildentwürfe und Plastiken. Neben der Malerei beschäftigte sich Oded Netivi auch immer wieder mit der Schreibkunst. Es entstanden zahllose Gedichte, verschiedene Kurzgeschichten, Manuskripte und ein Roman.

### Bildende Kunst
Schon in früher Schulzeit illustrierte Oded Netivi die verschiedensten Jahrgangshefte und Schülerzeitungen oder dekorierte die Räume für Klassenfeiern mit selbstgemalten Plakaten. Der Entschluss, professioneller Künstler zu werden, kam jedoch spontan 1976, nach einem Treffen mit dem Maler und Filmemacher Gregor Scheer (1949–2008) in dessen Atelier. Es folgte eine Phase künstlerischen Schaffens im Stil des Surrealismus, wobei er seinen älteren jüdischen Kollegen Samuel Bak als Vorbild nennt. In dieser Zeit entstanden Hunderte von Gemälden in Öl, Tempera Mischtechnik und Tausende von Zeichnungen in verschiedenen Techniken, Aquarelle, Lithographien und Radierungen. Ab 1981 entwickelt sich aus den surrealistischen Anfängen ein Stil, den man dem Fantastischen Realismus etwa eines Ernst Fuchs zurechnen kann. Unter dem Einfluss des deutschen Tanztheaters entwickelt sich Netivis Arbeitsweise ab 1985 bis 86 in eine neue Richtung. Ein Weg, den er bis zur Gegenwart (2008) verfolgt. Auch wenn in seinen Gemälden weiterhin surreale oder fantastische Stilelemente präsent sind, so entstehen nun auch Arbeiten, die an festgefrorene Momentaufnahmen eines Bühnenauftritts oder einer Filmsequenz erinnern sollen (z. B. Tänzer, die in Pantomimenmanier allein durch Körpergestik Charaktere und Gefühle darzustellen oder zu symbolisieren vermögen). Die Grundidee: mit schnellem, skizzenhaftem Stift in fotorealistischer Diktion festgehalten, scheint durch feinste Harzöl-Lasuren aquarellartig koloriert durch.

#### Technik
Gemälde bilden den Schwerpunkt des Œuvres des Malers. Seine Arbeit zeichnet sich durch einen ausbalancierten Spannungsbogen zwischen graphisch-neuzeitlichen Auffassung und einer altmeisterlichen Umsetzung aus: Auf eine (Holzkohle-)Vorzeichnung mit impulsiv-expressivem Strich folgt der Bildaufbau in der Maltechnik alter Meister, wie sie zum Beispiel von Hubert und Jan van Eyck, 14. Jahrhundert, über Peter Paul Rubens 16. Jahrhundert, bis zu Ernst Fuchs im 20. Jahrhundert angewandt worden ist.
Die Vitalität der in Kohle und Stift ausgeführten Vorzeichnung erinnert an die lakonische Strenge moderner journalistischer Fotografie. Tatsächlich benutzt Netivi zuweilen seine eigene Kamera als Hilfsmittel, zur Gedächtnisstütze und Inspiration. Mitunter finden jedoch auch fremde Fotografien, im Sinne eines „objet trouvé“ Eingang in seine Bildgestaltung.
So entstandene Vorlagen werden entfremdet, im Sinne von Collagen kombiniert und teilweise durch traditionelle Zeichentechniken ergänzt. Im Gegensatz zu diesen modernen Einflüssen und zeitgenössischen technischen Hilfsmitteln lehnt sich sein sehr eigener Malstil an die altmeisterliche Kunst der Ikonen- bzw. Tafelmalerei an. Seine Malgründe bestehen aus textilen Bildträgern wie beispielsweise Leinwand oder Baumwolltuch, die auf hölzerne Platten aufgezogen werden. Nach der Vorzeichnung legt Netivi eine Untermalung, die „Imprimitur“ auf, welche aus wasserlöslichen Leimfarben besteht, Gouache oder Tempera. Dadurch entsteht eine einmalige Lebendigkeit der Farbwirkung, die auch eher stillen Bildpartien zu großer räumlicher Tiefe und künstlerischer Spannkraft verhilft. Als Nächstes folgt der eigentliche Bildaufbau, bei dem die Wechselwirkungen leuchtend klarer Harz-Öl-Lasuren mit modellierten Ei-Tempera Untermalungen zu einer Einheit verschmelzen. Auf diese Weise entstehen in komplexer und aufwändiger Arbeit, letztendlich jedoch in rasanter Folge, seine farbintensiven und aus ihrem Inneren heraus leuchtenden Gemälde.

#### Themen und Interpretation
Das Spektrum seiner Themen ist breit, doch im Blickpunkt bleibt für Netivi in erster Linie das Figurative, also die Menschen.
Der Kunstkritiker R. Schalecheth glaubt bei Netivi in jedem Gemälde „ein modernes Gedicht, dessen Worte durch Pigmente ersetzt sind“ zu erkennen. Der Leiter und Kunsthistoriker des Kurpfälzischen Museums Heidelberg, Klaus Mugdan (1913–2003) sah im neueren Werk von Oded Netivi „das Bindeglied, die Brücke zwischen den alten und den neuen Medien, zwischen der althergebrachten Malerei und den modernen reproduzierbaren Bildträgern wie Foto, Film bis hin zur digitalen Aufnahme“.
Eine rege Ausstellungstätigkeit im In- und Ausland (überwiegend Galerien und Museen in Israel, Deutschland und Frankreich) trägt dazu bei Netivis Namen immer weiter zu verbreiten.

### Schreibkunst
Neben der bildenden Kunst war Oded Netivi stets auch schriftstellerisch tätig. 2008 vollendete er das umfangreiche Manuskript für seinen ersten Roman mit dem Titel „Gott ist keine Ausrede“, das unter dem Titel „Gott ist schuld“ 2011 im Melzer Verlag erschienen ist. Im selben Verlag ist 2011 ein von Netivi illustrierter Leseband „Der Bassgeiger“ von Isaak Leib Perez erschienen. Im Mai 2011 vollendete er das Manuskript für seinen Roman „Jumping man“.
Mittlerweile arbeitet Netivi im selbst gegründeten Sinnbild Verlag mit Sitz in Heidelberg. Hier sind mittlerweile elf Romane von ihm erschienen.
Außerdem verfasste er eine Vielzahl von Gedichten, Dutzende von Artikeln, Kurzgeschichten und Reden, die zum Teil in verschiedenen Magazinen oder Zeitschriften veröffentlicht wurden. Anlässlich Ausstellungseröffnungen seiner Künstlerkollegen übernahm er die „Vernissagerede“. Die Kurzgeschichte für Kinder und Jugendliche „Jonathan, ein Tanzmärchen“, wurde durch den Majewski Verlag in Bruchsal veröffentlicht. Die Texte und Gedichte zu den Dutzenden von Reproduktionen seiner Radierungen im Bildband „Clowns, Narren und andere Künstler“, Schimper Verlag, Schwetzingen entstammen ebenfalls seiner Feder. Verschiedene Kunst- und Kulturzeitschriften widmeten ihm Titelstorys. Zum Beispiel „Artprofil“ Febr. 2001, „Passagen“ Apr. 1990 oder „Offset“ 1982.

### Sonstige
Netivis Gesamtwerk umfasst inzwischen viele tausend Arbeiten in allen gängigen Techniken. Es finden sich Entwürfe und Ausführungen von Theaterkulissen darunter, ebenso Buchillustrationen, und Plakate. Nebenbei entstanden regelmäßig auch so genannte „Hänge-Plastiken“ (zum Aufhängen geeignete Schaukästen, Reliefs und Skulpturen in leichter Bauweise).